# Sant Cristòfol dels Horts
Sant Cristòfol dels Horts és una església del terme d'Els Horts, al municipi d'Albanyà, inclosa en l'Inventari del Patrimoni Arquitectònic de Catalunya. Ha estat restaurada en part pel GAT de La Jonquera en època recent.

## Descripció
L'església de Sant Cristòfol dels Horts és molt enrunada. Consta d'una sola nau capçada a llevant per un absis de planta semicircular. Presenta elements constructius d'èpoques diferents. La meitat occidental que sembla la més antiga és la més malmesa i ha patit diferents intervencions. La resta de la nau conserva la volta, mentre que l'absis té la coberta enrunada i també part dels murs. Els murs laterals estan reforçats per uns contraforts en talús. Les diferències en l'aparell constructiu posen de manifest els diferents períodes en què es van construir els murs. Al sector de ponent de la nau presenta un aparell de carreus petits de pedra calcària de travertí que correspon a una reconstrucció tardana. Del mur lateral de migdia se n'ha conservat poca alçada. El mur de tramuntana s'ha conservat bé i és cobert per una volta lleugerament apuntada. L'aparell és de petits carreus i lloses trencades de calcària i podria correspondre al segle xi. La resta de l'església, el tram de llevant de la nau i l'absis, fou construïda amb grans carreus ben escairats disposats en filades uniformes, a trencajunt. Aquesta factura de l'aparell és pròpia del romànic tardà, segles XII o XIII. L'absis s'obria a la nau per un simple plec apuntat i tenia una volta ametllada, que no s'ha conservat. Al mur de migdia hi ha una finestra d'arc de mig punt de doble biaix. Al fons de l'absis n'hi havia dos que han desaparegut.

## Història
Sant Cristòfol dels Horts és l'església d'un poble de masies dispers, actualment abandonat, situat a l'extrem septentrional del municipi d'Albanyà. El lloc dels Horts és esmentat en el precepte reial, favorable a Santa Maria d'Arles, de l'any 878, en relació amb unes terres que havien de pertànyer a Sant Pere d'Albanyà. La parròquia no apareix esmentada fins a l'any 954. De la parròquia de Sant Cristòfol dels Horts depenien, en època postmedieval, les esglésies de Fontfreda, Carbonils, els Vilars, Oliveda i el Santuari de Santa Maria del Fau.

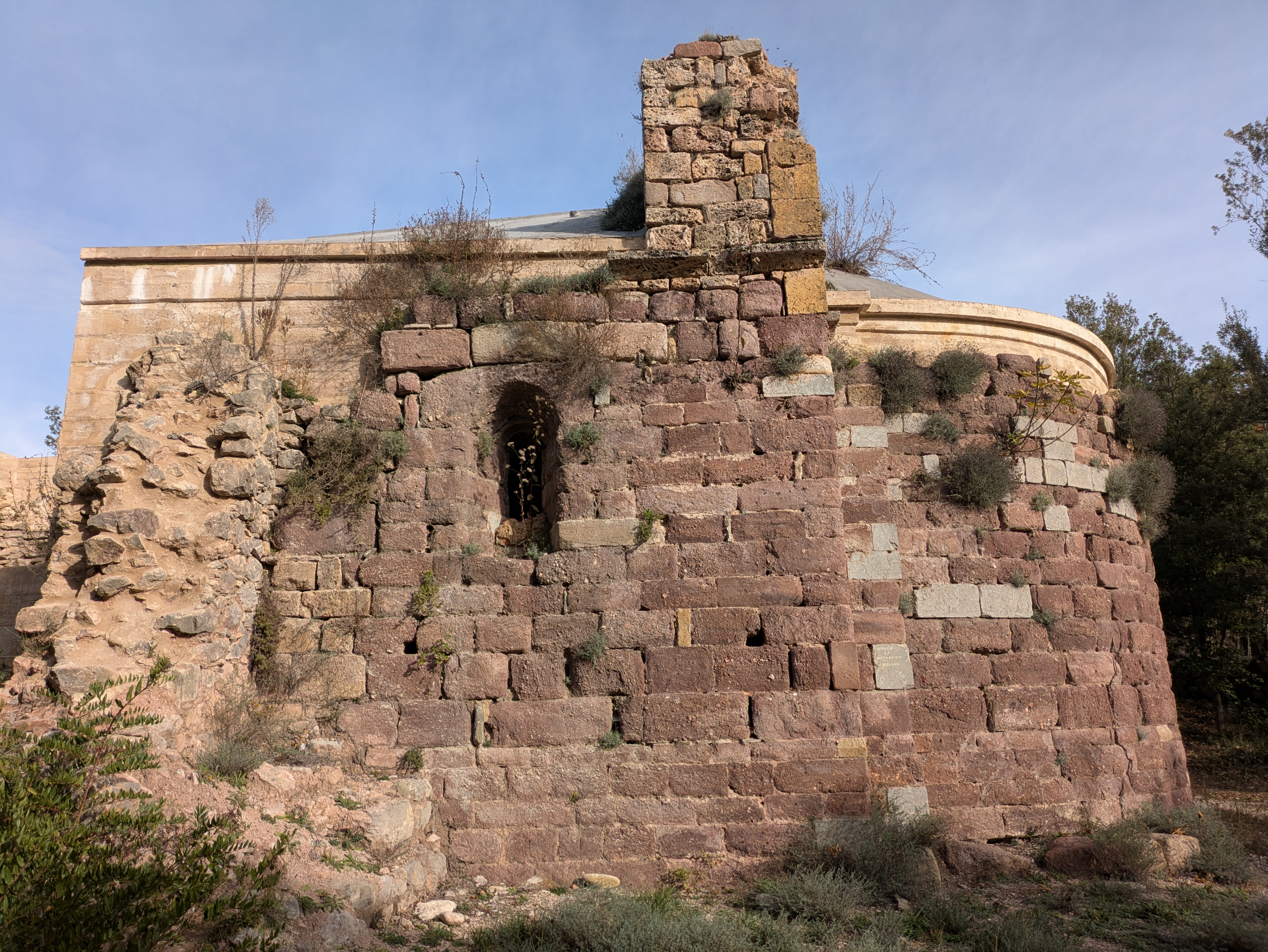
Sant Cristòfol dels Horts avui (2024)